# Женская сборная СССР по шахматам
Женская сборная СССР по шахматам представляла СССР на женских международных шахматных турнирах с 1957 по 1990 года. Наивысший рейтинг сборной составил 2455 (1988).

## Шахматная олимпиада
| Год  | Город        | Место          |
| ---- | ------------ | -------------- |
| 1957 | Эммен        | Победитель     |
| 1963 | Сплит        | Победитель     |
| 1966 | Оберхаузен   | Победитель     |
| 1969 | Люблин       | Победитель     |
| 1972 | Скопье       | Победитель     |
| 1974 | Ницца        | Победитель     |
| 1976 | Хайфа        | не участвовала |
| 1978 | Буэнос-Айрес | Победитель     |
| 1980 | Ла-Валлетта  | Победитель     |
| 1982 | Люцерн       | Победитель     |
| 1984 | Салоники     | Победитель     |
| 1986 | Дубай        | Победитель     |
| 1988 | Салоники     | Серебро        |
| 1990 | Нови-Сад     | Серебро        |

## Статистика
| Турнир              | Участий | Годы                 | Лучший результат                                                      |
| ------------------- | ------- | -------------------- | --------------------------------------------------------------------- |
| Шахматная олимпиада | 13      | 1957—1974, 1978—1990 | 11 (1957, 1963, 1966, 1969, 1972, 1974, 1978, 1980, 1982, 1984, 1986) |

## Состав сборной

### Гвардейцы
| № | Шахматистка        | Годы выступлений            | Участие за сборную |
| - | ------------------ | --------------------------- | ------------------ |
| 1 | Нона Гаприндашвили | 1963-1974, 1978—1986, 1990  | 11                 |
| 2 | Майя Чибурданидзе  | 1978-1990                   | 7                  |
| 3 | Нана Александрия   | 1969, 1974, 1978—1982, 1986 | 6                  |
| 4 | Ирина Левитина     | 1972-1974, 1984, 1988       | 4                  |
| 5 | Елена Ахмыловская  | 1978, 1986—1988             | 3                  |

### Трансферы
После распада СССР ряд советских шахматисток стали играть за новосозданные независимые государства:
За Грузию:
- Кетеван Арахамия
- Майя Чибурданидзе
- Нона Гаприндашвили
- Нана Иоселиани

За Украину:
- Алиса Галлямова
- Марта Литинская
- Лидия Семёнова

| Ушли                | Ушли    | Ушли |
| Шахматистка         | Куда    | Год  |
| ------------------- | ------- | ---- |
| Алла Кушнир         | Израиль | 1976 |
| Елена Ахмыловская   | США     | 1990 |
| Ирина Левитина      | США     | 1992 |
| Татьяна Затуловская | Израиль | 2002 |

### Лидеры сборной
| Ольга Рубцова (1957) | Нона Гаприндашвили (1963—1974) | Майя Чибурданидзе (1978—1990) |

## Достижения

### Сборной
Шахматная олимпиада
- Одиннадцатикратный победитель — 1957, 1963, 1966, 1969, 1972, 1974, 1978, 1980, 1982, 1984, 1986
- Двукратный серебряный призёр — 1988, 1990

Всего: 13 медалей

### Индивидуальный зачёт
На шахматной олимпиаде женская сборная СССР за все время выступлений завоевала 26 золотых, 9 серебряных и 3 бронзовые медали в личном зачёте. Среди них 9 золотых медалей Ноны Гаприндашвили, 4 Наны Александрии. Ещё по 2 медали на счету Майи Чибурданидзе, Аллы Кушнир, Лидии Семёновой, Кетеван Арахамии.